# Aphodius subterraneus
Aphodius subterraneus es una especie de coleóptero de la familia Scarabaeidae.

## Distribución geográfica
Habita en el holártico, excepto Macaronesia.